# Ермак (Нововаршавский район)
Ермак — село в Нововаршавском районе Омской области России. Административный центр Ермаковского сельского поселения. Население 1032 чел. (2010) .

## История
В соответствии с Законом Омской области от 30 июля 2004 года № 548-ОЗ «О границах и статусе муниципальных образований Омской области» село возглавило образованное «Ермаковское сельское поселение».

## География
Село находится в юго-восточной части региона, на р. Татарка.
Абсолютная высота — 92 м над уровнем моря.

## Население
| 2010 |
| ---- |
| 1032 |

Гендерный состав
По данным Всероссийской переписи населения 2010 года в гендерной структуре населения из 1032 человек мужчин — 473, женщин — 559 (45,8	и 54,2 % соответственно).
Национальный состав
Согласно результатам переписи 2002 года, в национальной структуре населения русские составляли 68 % от общей численности населения в 1086 чел..

## Инфраструктура
В селе функционируют Ермаковская средняя общеобразовательная школа, администрация поселения, Отделение почтовой связи 646845 по ул. Молодёжная, 19.

## Транспорт
Автодорога «Нововаршавка — Ермак» (идентификационный номер 52 ОП МЗ Н-292) длиной 37,00 км..
Остановка общественного транспорта «Ермак».
Просёлочные дороги.